# Moody-diagrammet

Moody-diagrammet

Moody-diagrammet är ett diagram som ofta används i rörströmningsberäkningar för att avgöra vilken typ av strömning, laminär eller turbulent, som förekommer i olika fall.
Moody-diagrammet har logaritmen av Reynolds tal (Re) på x-axeln och logaritmen av friktionstalet (λ) på y-axeln. I diagrammet finns en kurvskara som representerar olika värden på relativ sandråhet, ett mått på hur ojämn yta som rören har. Utgående från dessa värden kan fem olika strömningstillstånd urskiljas:
- Strömningstillstånd 1 (laminär strömning)
- Övergångszon I
- Strömningstillstånd 2A (turbulent strömning, hydraulisk glatt)
- Övergångszon II
- Strömningstillstånd 2B (turbulent strömning, hydraulisk rått)

Moody-diagrammet är ett praktiskt hjälpmedel vid rörströmningsbaserade flödesdimensioneringar för att kunna bestämma vattenledningarnas friktionstal (λ) i Darcy-Weisbachs ekvation, inte minst för att få ett bra ingångsvärde till de implicita ekvationerna för friktionstalet.
Moody-diagrammet är uppkallat efter amerikanen Lewis Ferry Moody som publicerade det 1944 baserat på andra diagram och mätningar under 1930- och 1940-talen.